# Kjartan Mohr
Kjartan Frits Mohr (født 8. december 1899 i Tórshavn, død 17. maj 1979) var en færøsk værftsdirektør og politiker (Frbf.).
Han var søn af skibsreder Jens Mohr fra Hoyvík. Han gik i lære som skibsbygger ved flydedokken i København 1914–1919, og etablerede i 1936 sit eget skibsværft i hjembyen, Tórshavnar skipsmiðju.
Mohr var medlem af kommunalbestyrelsen i Tórshavn 1949–64 og 1969–76, valgt for Framburðsfelagið, der i midten af 1950-erne brød med Fólkaflokkurin. Han var byens borgmester i årene 1949–1951 og 1971. Mohr var valgt til Lagtinget fra Suðurstreymoy 1954–78, først som partiløs, men fra 1958 valgt for Framburðsflokkurin.

## Hæder
I 1947 blev Mohr tildelt Haakon VIIs Frihedskors "for fremrakende fortjenester av Norges sak under krigen".